# Tadeusz Majda (orientalista)

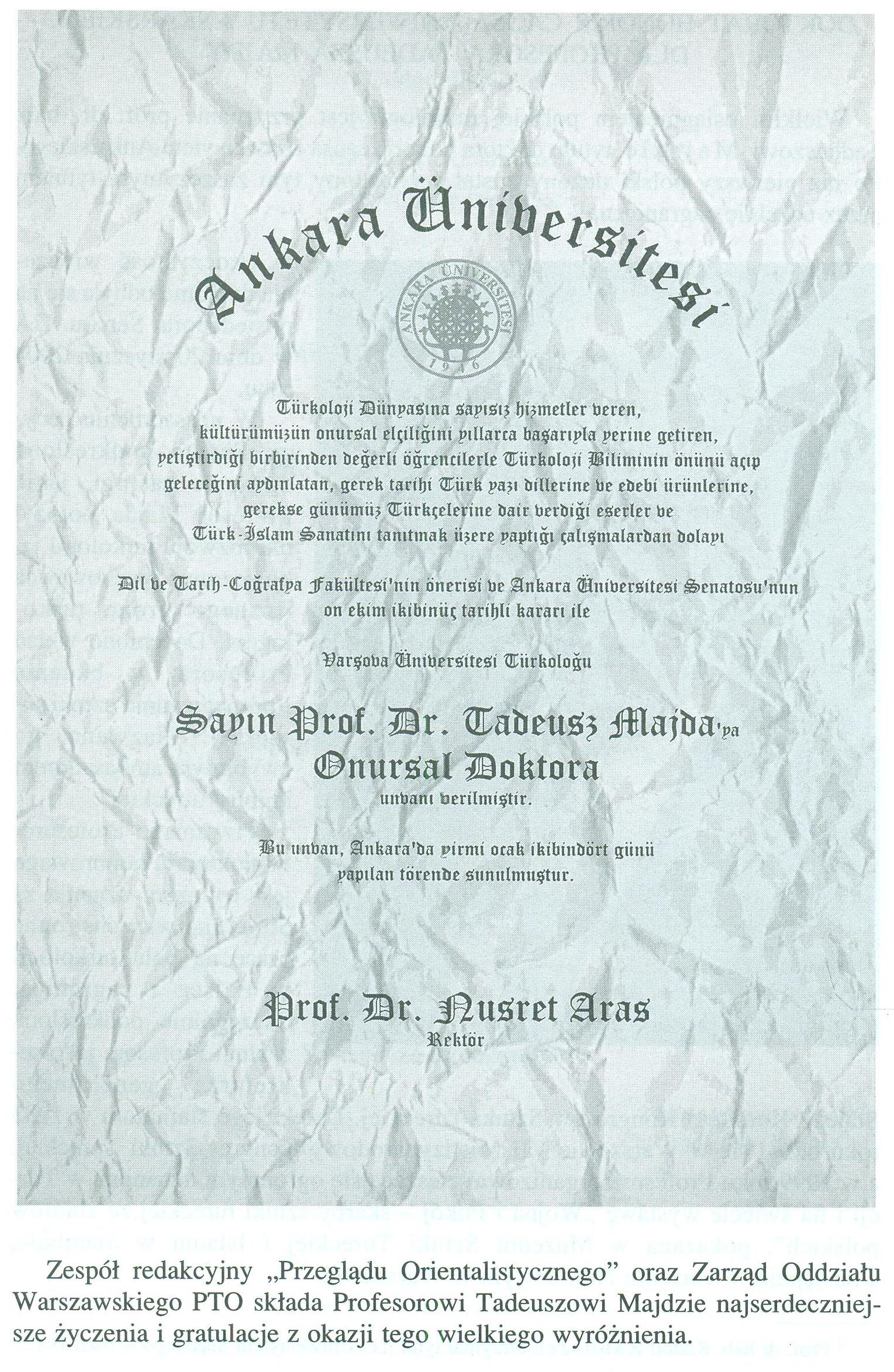
Dyplom doktoratu honoris causa Uniwersytetu w Ankarze dla prof. Majdy, poniżej gratulacje kolegów

Tadeusz Majda – polski orientalista, turkolog.

## Życiorys
Absolwent turkologii Uniwersytetu Warszawskiego (1951). Magisterium i doktorat pod kierunkiem Ananiasza Zajączkowskiego. Od 1955 pracownik naukowy UW. Był kierownikiem Zakładu Turkologii, dyrektorem Instytutu Orientalistycznego w latach 1981–1984, w latach 1985–1986 dziekanem Wydziału Neofilologii UW. Od 1988 do 1998 kierownik Studium Europy Wschodniej i Azji Środkowej. Zainteresowania badawcze Tadeusza Majdy obejmują język i literaturę osmańską, język tatarski, mamelucko-kipczacki, czagatajski oraz sztukę turecką i perską.
Był kuratorem Zbioru Sztuki Orientalnej Muzeum Narodowego w Warszawie. Jest autorem kilku wystaw.
W roku 2003 prof. Tadeusz Majda otrzymał tytuł doctor honoris causa Uniwersytetu Ankarskiego, ceremonia wręczenia odbyła się 20 stycznia 2004 roku.

## Wybrane publikacje
- Ibn Battuta, Osobliwości miast i dziwy podróży 1325-1354: wybór, tł. z arab. Tadeusz Majda i Halina Natorf, red. nauk., wybór i przedm. Ananiasza Zajączkowskiego, komentarze oprac. Tadeusz Majda, Warszawa: Książka i Wiedza 1962 (wyd. 2 – 2008).
- (współautor: Münevver Borzęcka), Skrypt do nauki języka tureckiego. Cz. 1, Warszawa: Uniwersytet Warszawski 1965.
- Katalog rękopisów orientalnych ze zbiorów polskich, t. 5, cz. 2: Katalog rękopisów tureckich i perskich, oprac. Tadeusz Majda pod red. Ananiasza Zajączkowskiego, red. Stefan Strelcyn przy współudz. Mariana Lewickiego i Ananiasza Zajączkowskiego, Warszawa: Państwowe Wydawnictwo Naukowe 1967.
- (współautor: Alina Mrozowska), Rysunki kostiumów tureckich z kolekcji króla Stanisława Augusta w Gabinecie Rycin Biblioteki Uniwersyteckiej w Warszawie, t. 1: Katalog, Warszawa: Wydawnictwa Uniwersytetu Warszawskiego 1973.
- Wybór tekstów z współczesnej literatury tureckiej. Cz. 1. Proza, wybór Tadeusz Majda, Wojciech Hensel, oprac. Lucyna Antonowicz-Bauer, Warszawa: Wydawnictwa Uniwersytetu Warszawskiego 1975.
- Rajski statek: antologia opowiadań tureckich, wyboru dokonał, wstępem, notami i przypisami opatrzył Tadeusz Majda, Warszawa: Państwowy Instytut Wydawniczy 1976.
- Arif Ali, Daniszmendname, księga czynów Melika Daniszmenda: kronika turecka, z tureckiego przeł. Małgorzata Łabęcka-Koecherowa i Tadeusz Majda, Warszawa: Państwowy Instytut Wydawniczy 1980.
- Wybór tekstów z współczesnej literatury tureckiej. Cz. 2, Wybór klasycznych i współczesnych tekstów tureckich. Poezja. Wybór, oprac. Tadeusz Majda, Wojciech Hensel, Warszawa: Wydawnictwa UW 1982.
- Rozwój języka tureckiego w XVII wieku (rękopis z 1611 r., ze zbiorów Biblioteki Uniwersyteckiej we Wrocławiu, sygn. M. 1529), Warszawa: Wydawnictwa UW 1985.
- Kobłandy batyr, przeł. Małgorzata Łabędzka-Koecherowa, słowo wstępne i przypisy Tadeusz Majda, Warszawa: Ludowa Spółdzielnia Wydawnicza 1987.
- Mehmed, Księga miłości, przeł., oprac. i poetyckie uzupełnienia Małgorzata Łabęcka-Koecherowa, wybór, wstęp i objaśnienia Tadeusz Majda, Wrocław: Ossolineum 1987.
- Seventh International Congress of Turkish Art, ed. Tadeusz Majda, Warszawa: PWN 1990.
- (współautorzy: Andrzej Drozd, Marek Dziekan), Meczety i cmentarze Tatarów polsko-litewskich, Warszawa: „Res Publica Multiethnica” 1999.
- Symposium organised on the occasion of the 75. anniversary of the foundation of the Republic of Turkey (28.10.1923-28.10.1998), ed. by Tadeusz Majda, Warsaw: „Dialog” 1999.
- (współautorzy: Andrzej Drozd, Marek M. Dziekan), Piśmiennictwo i muhiry Tatarów polsko-litewskich, Warszawa: „Res Publica Multiethnica” 2000.
- Język turecki, Warszawa: „Dialog” 2001 (wyd. 2- 2004, wyd. 3 – 2011).
- Arcydzieła sztuki perskiej ze zbiorów polskich, pod red. Tadeusza Majdy, Warszawa: MN 2002.
- Leksykon wiedzy o Turcji, pod red. nauk. Tadeusza Majdy, Warszawa: „Dialog” 2003.
- Wacław Rzewuski, Podróż do Arabii: o koniach kohejlanach, Beduinach i przygodach w Arabii = Sur les Chevaux Orientaux et provenants des Races Orientales, na podstawie rękopisu Wacława Seweryna Rzewuskiego oprac. Tadeusz Majda, Warszawa: Biblioteka Narodowa 2004.
- Szkice z dziejów polskiej orientalistyki, t. 4-6, pod red. nauk. Tadeusza Majdy, Warszawa: Wydawnictwa Uniwersytetu Warszawskiego 2007-2013.
- Szejjad Hamza (Şeyyad Hamza), Jusuf i Zeliha, przekł. ze starotur. Małgorzata Łabęcka-Koecherowa, wprow. Tadeusz Majda, oprac. i przypisy Agnieszka Ayşen Kaim, uzup. tekstu tł. Tadeusz Majda, Agnieszka Ayşen Kaim, Warszawa: Wydawnictwa Uniwersytetu Warszawskiego 2009.
- Polska bibliografia turkologiczna, oprac. Öztürk Emiroğlu i Tadeusz Majda, Warszawa: Wydawnictwo Agade 2012.
- Studia z dziejów i kultury ludów tureckich, red. Tadeusz Majda, Warszawa: Wydawnictwo Akademickie Dialog 2013.
- Urzeczeni orientem: listy profesora Ananiasza Zajączkowskiego do profesora Tadeusza Kowalskiego 1925-1948, pod red. Tadeusza Majdy, Warszawa: Wydawnictwo Agade 2013.

## Zorganizowane wystawy (wybór)
- 1999 - Wojna i Pokój - skarby sztuki tureckiej ze zbiorów polskich, Muzeum Narodowe w Warszawie, Muzeum Sztuki Tureckiej i Islamu w Stambule[2]
- 2002 - Arcydzieła sztuki perskiej ze zbiorów polskich, Muzeum Narodowe w Warszawie, Muzeum Narodowe w Krakowie[3]